# ヘルツォーク (ゲーム)
『ヘルツォーク』（Herzog）はテクノソフトより1988年に発売されたパソコン用ゲームソフト。後に続編の『ヘルツォーク・ツヴァイ』がメガドライブ用ソフトとして発売された。

## 概要
本作品は、現在で言うところの「リアルタイムストラテジー」に分類されるジャンルのゲームだが、当時はそのような概念はまだ確立されていなかったため、もっぱらウォー・シミュレーションゲームの概念を取り入れた「特殊なルールのアクション・シューティングゲーム」の一種として扱われた。なお、ゲームタイトル表示では「REAL TIME COMBAT SIMULATION」となっている。
同社は自社タイトルを精力的に当時互換性の無かったパソコンに移植したことでも知られるが、同作も幾つかのパソコン向けに移植版がリリースされた。
- PC-8801MkII SR　5インチ2Dフロッピーディスク
- MSX2　3.5インチ2Dフロッピーディスク
- PC-9801
- X1

なおこの当時、イメージスキャナはまだ実験的な製品が僅かながら市販されていた程度だったが、同ゲームではゲーム内の兵器紹介デモでスキャナで取り込まれたらしきイラスト画像が使われた。
当時明確なカテゴリーを持たなかったゲームではあるが、テレビゲーム・家庭用ゲーム機などで次第に数を増やし支持を得るようになっていった人間同士の対戦と言う機能を取り入れ、基本的に一人プレイが主流だったパソコンゲームで対戦という要素を盛り込んでいる。

## ゲームシステム
基本的に、コンピュータを相手にした一人プレイと、二人同時プレイ（対戦ゲーム）を選ぶことが出来たが、二人同時プレイの場合は画面を左右に分け、双方別々のプレーヤーに対する画面を表示した（対戦落ち物パズルのような感じ）。このため自軍と敵軍のユニット種別や性能は色以外（青と赤）は全く同じである。
画面は上下任意スクロールで、自機となる機動兵器（地上滑走と飛行モードを随時切り替え可能なロボット兵器）を操作し、同時に自軍兵器を予算枠内で製造、勝手に行動させる中を味方を援護しながら敵陣地に一定数突入させることで勝敗を決するというものである。
味方兵器はその各々が敵陣に向かって突入して行くが、幾つかの種類があって性能面で性格付けがされており、戦略に応じて生産、敵の出方に応じて味方を援護したり機動兵器で運搬して、戦闘を有利に進めるようにする。
それぞれの兵器には耐久力が設定されており、機動兵器はずば抜けて耐久力が高いものの、それでも攻撃を受けつづけると破壊される。機動兵器のストックを全部失うか、自軍陣地に一定数の敵兵器が突入すると負け、逆に敵機動兵器を全機撃墜するか、敵陣地に一定数の自軍兵器を突入させると面クリアとなる。なお兵器生産の予算は時間と共に増加する。

### 登場兵器
機動兵器プレーヤーが操作する人型巨大ロボット兵器。ユニット内で唯一、地形に左右されずに飛ぶことが出来、連射可能な銃器を備える。自軍兵器ユニットを運搬することが出来るが、運搬中は銃による攻撃が出来ない。機動兵器同士が衝突すると双方にダメージがある（格闘戦モード）が、耐久力の多いほうが生き残ることができる。画面スクロールは、この機動兵器を中心に行われる。
歩兵最も弱いが最も大量生産の利くユニット。一人一人は一撃で倒せる（倒される）ものの、集団で生産すると戦車ですら集中砲火で一瞬のうちに破壊し、機動兵器にすら相当のダメージを与える。機動兵器は一度に5人までこの歩兵を運ぶことが出来、運搬中は攻撃こそ出来ないが、機動兵器の耐久力が徐々に回復する。
サイドカー移動速度は速いが、耐久力は低い対地地上兵器。敵軍の間を駆け抜け相手陣地目指して疾走するが、相手兵器に囲まれると破壊され易い。
対空車両機動兵器以外では唯一、飛行中の機動兵器に攻撃できるユニットだが、地上攻撃力は皆無。飛行中の機動兵器に向かって誘導ミサイルを発射し、一撃で大きなダメージを与え、数発でさしもの機動兵器を撃墜する。
戦車耐久力・火力ともに強力だが、動きは鈍重で相手兵器の集中砲火を受けやすい。相手陣地に突入させると大きなダメージを与えることができるが、地上を移動させると撃破され易いため、これを機動兵器でピストン輸送する戦術が有効。製造コストが高いため、量産が効かない。
砲台設置後の移動はできないが、強力な火力で進攻中の相手兵器を攻撃する。防衛陣地設営用兵器。
グランドスラム地中を移動する核爆弾。画面には表示されず、ゆっくりと地中を進む。これが陣地に突入された時点で無条件に勝敗が決するが、余りに進行速度が遅いため、その間は味方陣地を守り通さなければならない。